# Công viên

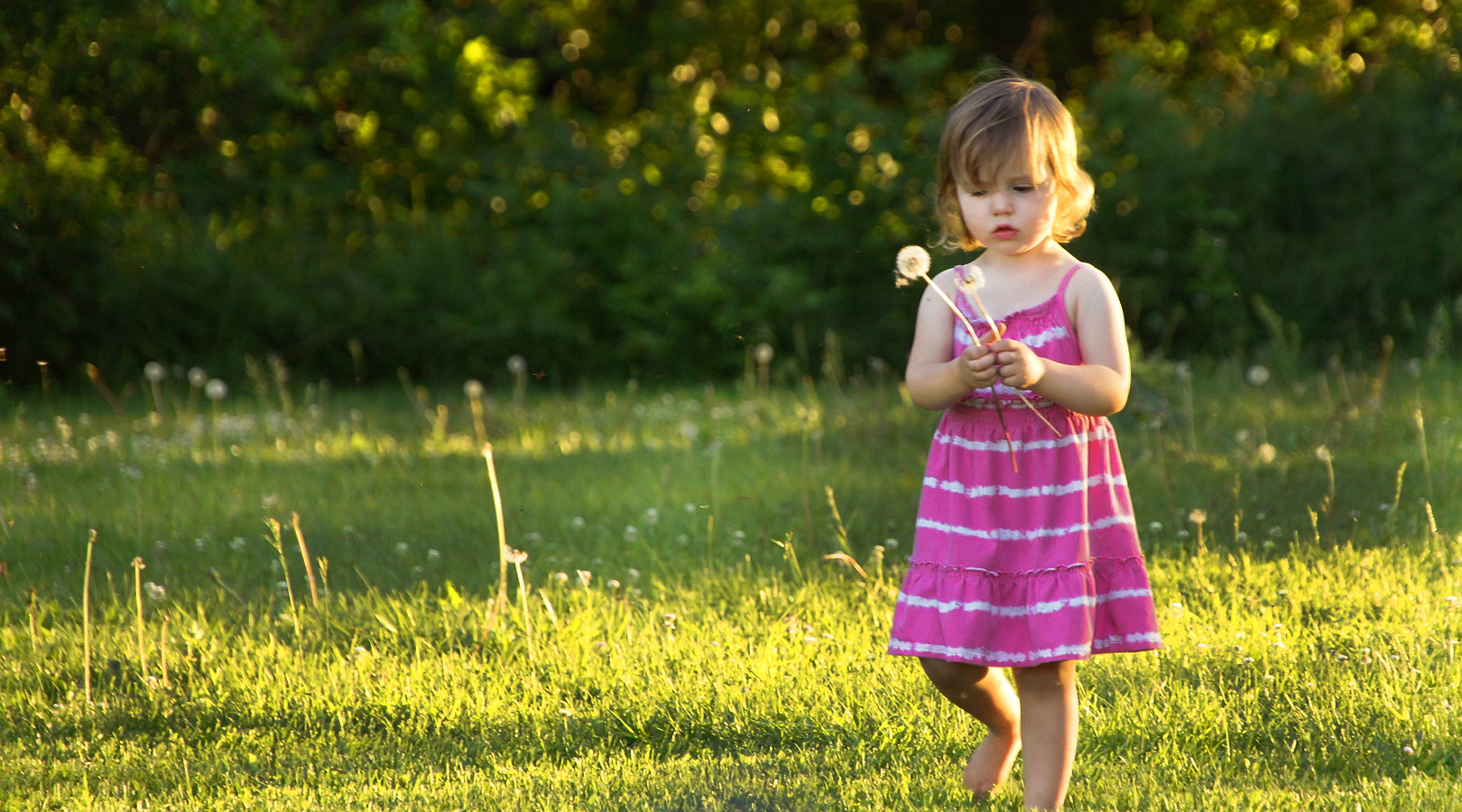
Công viên

Công viên là khu vực được bảo vệ các nguồn thiên nhiên tự có hay trồng, một nơi vui chơi, giải trí đại chúng, các hoạt động văn hóa, hưởng thụ.
Kiến trúc công viên gồm có: cây xanh, ghế ngồi nghỉ mát, các con đường nhỏ dùng cho người tản bộ, ốc đảo, vườn hoa, các ki ốt, ban quản lý công viên, nước, hệ thực vật và động vật và các khu vực cỏ v.v.
Công viên hoang dã, có nhiều công viên được bảo vệ bởi pháp luật. Được bảo hộ, yêu cầu cho một số loài hoang dã để tồn tại. Một số công viên bảo vệ tập trung chủ yếu vào sự sống còn của một vài loài đang bị đe dọa, như khỉ đột hay tinh tinh vv...
Bảo đảm người ở các lứa tuổi có thể tìm được không gian trong đó cho mình, tính yên tĩnh, thư giãn của cá nhân. Mọi người đều có quyền vào nghỉ ngơi, tham quan và hoạt động thể dục dưỡng sinh trong công viên bình thường, không phải trả bất kỳ một khoản thu nào nếu không tham gia các dịch vụ giải trí có thu tiền.
Thường các công viên được làm theo các đặc thù, loại này thường nhỏ hơn trong tổ hợp công viên như: công viên nước, công viên cây xanh, công viên văn hóa, v.v.